# Renee Ellmers

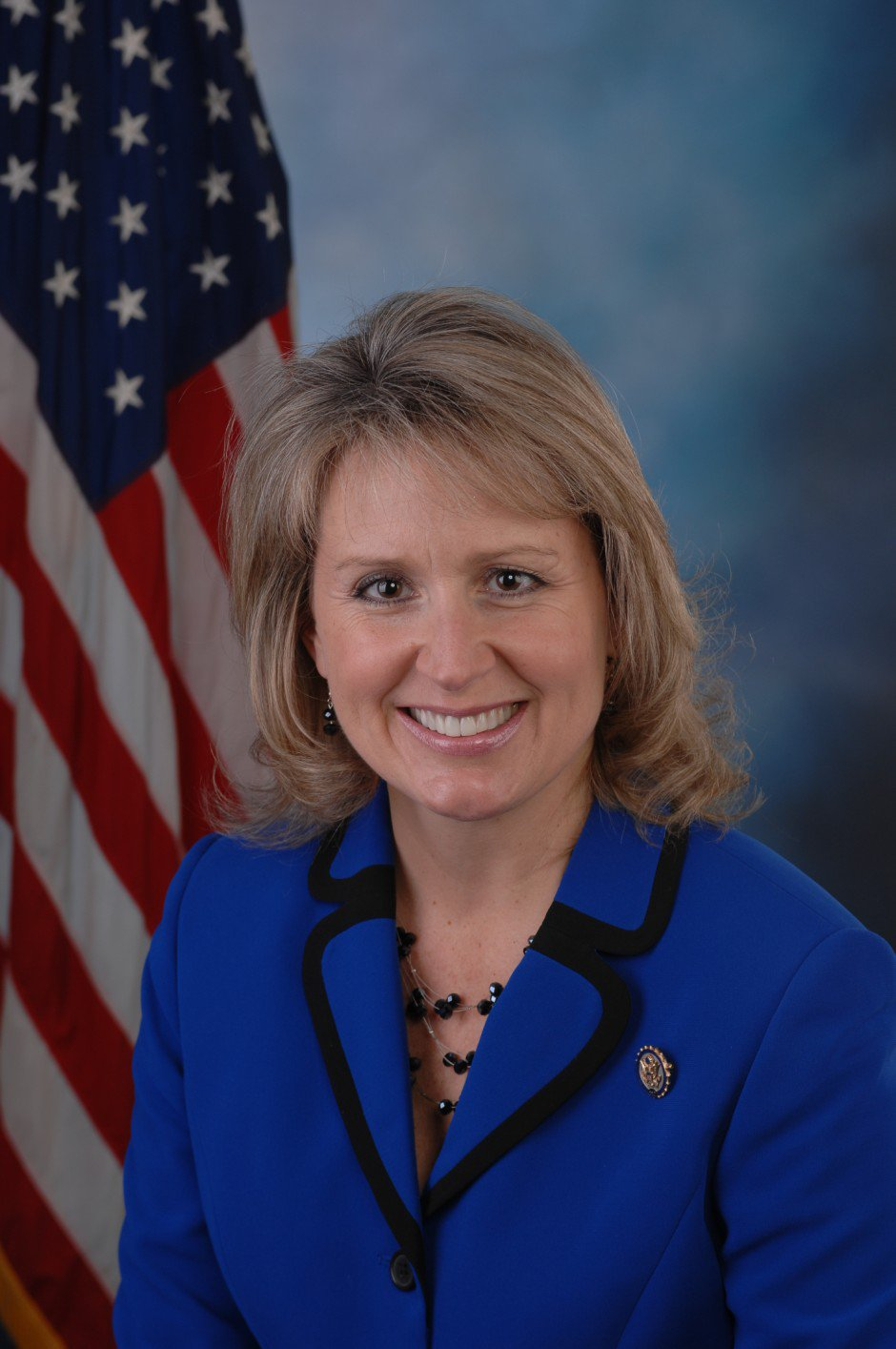
Renee Ellmers

Renee Jacisin Ellmers (* 9. Februar 1964 in Ironwood, Gogebic County, Michigan) ist eine US-amerikanische Politikerin der Republikanischen Partei. Von 2011 bis 2017 vertrat sie den 2. Kongresswahlbezirk des Bundesstaats North Carolina im US-Repräsentantenhaus.

## Werdegang
Renee Ellmers besuchte die Madison High School. Danach arbeitete sie bei verschiedenen Arbeitsstellen. Damals wurde sie auch als medizinische Assistentin ausgebildet. Anschließend studierte sie bis 1990 an der Oakland University in Michigan. In den folgenden Jahren arbeitete sie im medizinischen Dienst als Krankenschwester und in der Verwaltung von Krankenhäusern. Zwischen 2006 und 2010 gehörte sie dem Planungsausschuss der Stadt Dunn an, deren Vorsitzende sie seit 2008 war. In dieser Stadt war sie zusammen mit ihrem Mann Brent Ellmers auch als Klinikdirektorin tätig.
Bei der Wahl 2010 wurde Ellmers im 2. Kongresswahlbezirk North Carolinas in das US-Repräsentantenhaus in Washington, D.C. gewählt, wo sie am 3. Januar 2011 die Nachfolge des Demokraten Bob Etheridge antrat, den sie mit knapp 1500 Stimmen Vorsprung geschlagen hatte. Ihr Bezirk, den die Demokraten zuvor 108 Jahre der letzten 110 gehalten hatten, wurde durch den Neuzuschnitt der Wahlkreise (Redistricting) nach dem Zensus 2010 strukturell deutlich republikanischer geprägt und damit für diese gesichert.
Ellmers war Mitglied im Landwirtschaftsausschuss und im Ausschuss für Kleinunternehmen sowie in insgesamt vier Unterausschüssen. Im 114. Kongress (2015–2017) gehörte sie dem Ausschuss für Energie und Handel sowie drei von dessen Unterausschüssen an.
Nach zwei Wiederwahlen übte sie ihr Mandat bis zum 3. Januar 2017 aus. Bei der parteiinternen Vorwahl 2016 verlor sie ihren Wahlbezirk als erste Mandatsinhaberin der Republikaner in dieser Periode. Sie unterlag George Holding, der bisher für den 13. Kongresswahlbezirk des Bundesstaates im Repräsentantenhaus gesessen hatte und dessen Bezirk wegen Umstrukturierung zur Wahl im November 2016 aufgelöst wurde. Ellmers schied daher am 3. Januar 2017 aus dem Kongress aus.